# Convocatoria por Asturias
Convocatoria por Asturias (CxAst) es una coalición electoral formada por Izquierda Unida de Asturias, Más País e Izquierda Asturiana para concurrir a las elecciones autonómicas asturianas del 28 de mayo de 2023, así como a los comicios municipales del mismo día. Está liderada por Ovidio Zapico (IU).

## Partidos que integran la coalición
De acuerdo a la documentación presentada y registrada ante la Junta Electoral Central, los partidos políticos que constituyen la coalición son los siguientes:
| Partidos | Partidos | Partidos | Partidos                    |
| -------- | -------- | -------- | --------------------------- |
|          |          |          | Izquierda Unida de Asturias |
|          |          |          | Más País                    |
|          |          |          | Izquierda Asturiana         |

## Elecciones autonómicas
Convocatoria por Asturias es una ampliación de la coalición Asturias por la Izquierda, formada por IU e IAS en las elecciones de mayo 2019, tanto municipales como autonómicas. En las elecciones autonómicas Asturias por la Izquierda consiguió 2 escaños en la XI Legislatura de la Junta General del Principado de Asturias. Los dos diputados fueron Ángela Vallina, cabeza de lista y portavoz de la formación en la Junta General, y Ovidio Zapico.
De cara a las elecciones de 2023, se repite la coalición, aunque añadiendo a un tercer socio: Más País. Esta nueva coalición se denominó Convocatoria por Asturias y su líder es Ovidio Zapico, que también fue el cabeza de lista en las elecciones autonómicas.

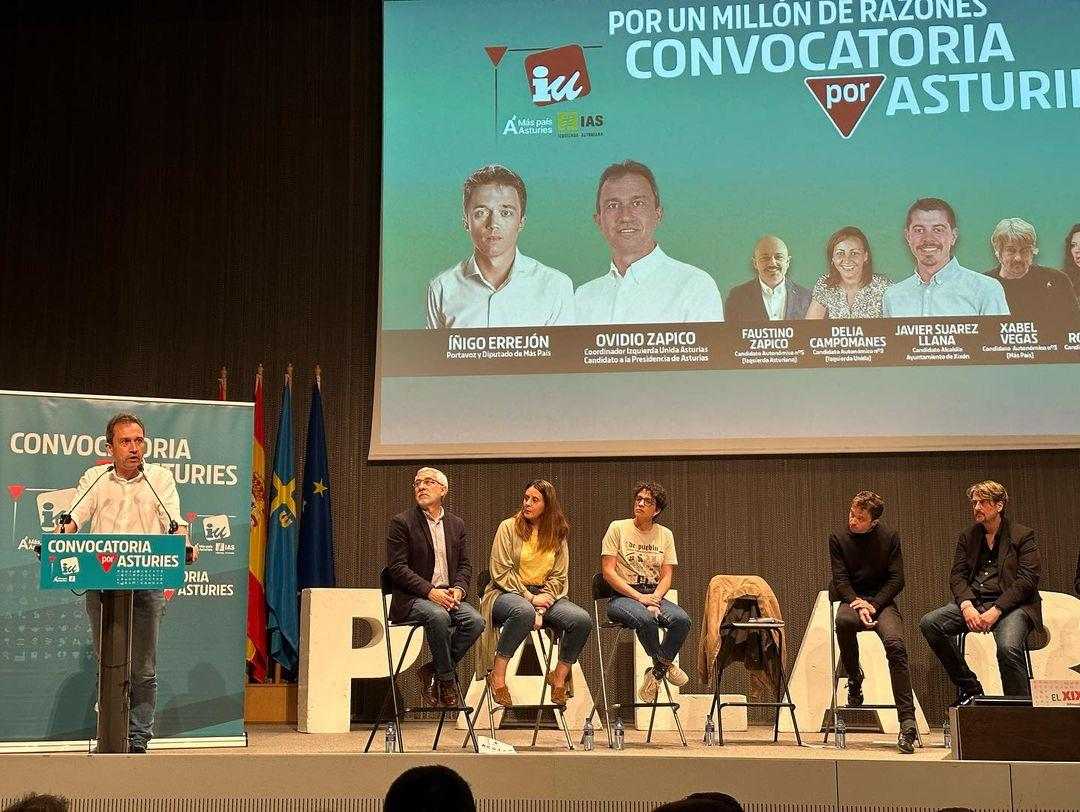
Acto de campaña de Convocatoria por Asturias, con la intervención de Ovidio Zapico (21 de mayo de 2023)

## Elecciones municipales
- Convocatoria por Oviedo: Es la marca municipal de Convocatoria por Asturias en Oviedo de cara a las elecciones municipales de 2023. Su líder es el político Gaspar Llamazares, que aspiraba a la alcaldía del Ayuntamiento de Oviedo.[8] Ningún partido de la coalición había conseguido concejal en las elecciones de 2019.
- Convocatoria por Xixón: Es la marca local de la coalición en Gijón de cara a las elecciones municipales de 2023 en dicha ciudad. Está liderada por Javier Suárez Llana.[9] Asturias por la Izquierda había conseguido en los comicios de 2019 un concejal en el Ayuntamiento de Gijón; Aurelio Martín.
- Resto de Asturias: Convocatoria por Asturias se presentó en gran parte de los concejos de Asturias.[10]

## Resultados electorales
| Junta General del Principado de Asturias |         |          |        |       |               |
| Elecciones                               | Escaños | Posición | Votos  | %     | Candidato     |
| 2023                                     | 3/45    | 4.º      | 40 774 | 7,59% | Ovidio Zapico |

En las elecciones autonómicas del 28 de mayo de 2023 Convocatoria por Asturias consiguió 3 diputados en la XII Legislatura de la Junta General del Principado de Asturias: Ovidio Zapico González, Delia Campomanes Isidoro y Xabel Vegas.

## Entrada en el Gobierno de Asturias
La coalición apoyó la investidura de Adrián Barbón (FSA-PSOE) como presidente del Principado. Después de una negociación política, posterior a la elección de Adrián Barbón, la coalición asumió una consejería de las 11 que componen el Segundo Gobierno Barbón. Dicha consejería (Ordenación del Territorio, Urbanismo, Vivienda y Derechos Ciudadanos) es liderada por Ovidio Zapico y tiene 8 direcciones generales de diversa índole.